# Thomas Schlamme

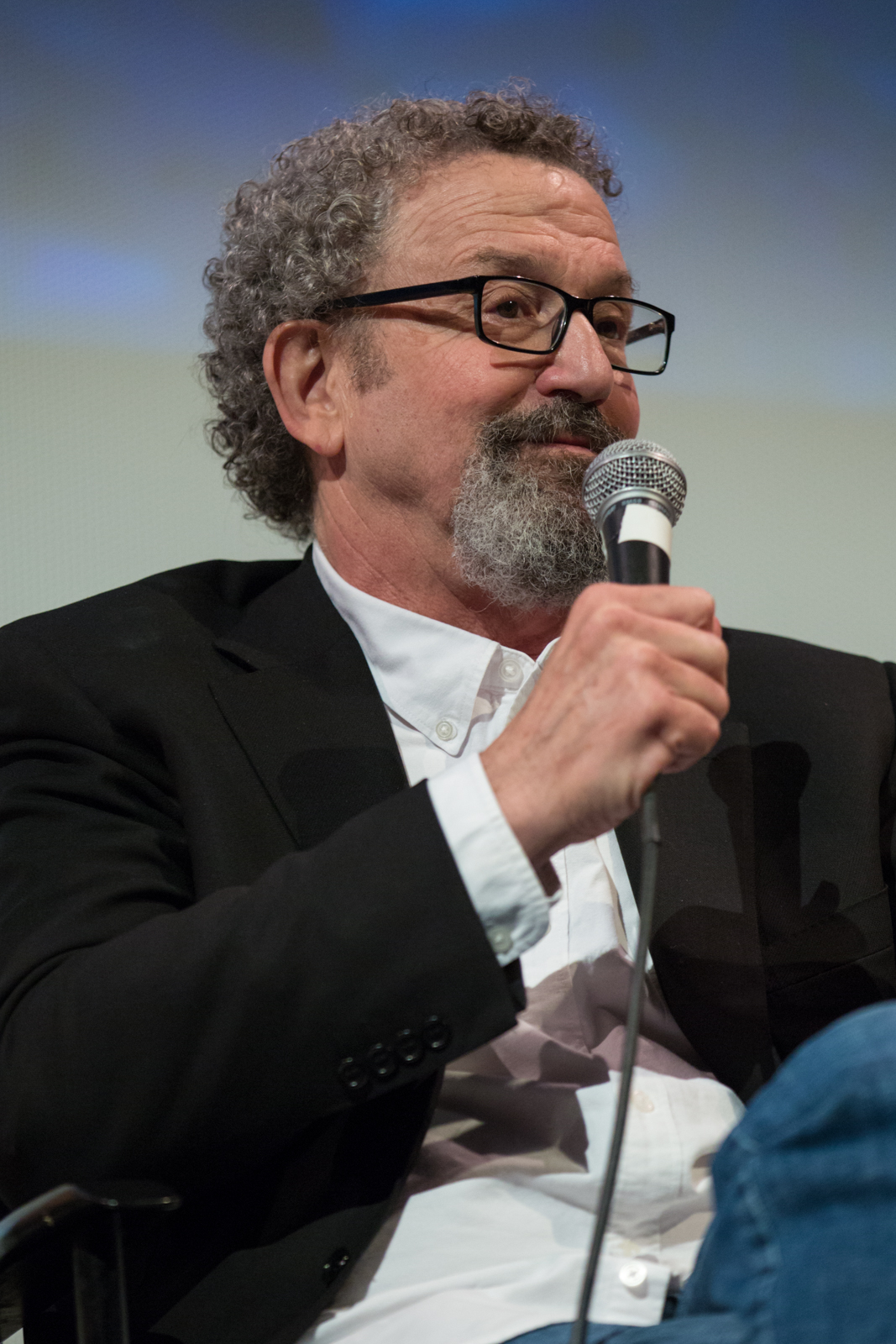
Thomas Schlamme

Thomas David Schlamme (* 22. Mai 1950 in Houston, Texas) ist ein US-amerikanischer Film- und Fernsehregisseur sowie Fernsehproduzent. Er ist insbesondere für seine Zusammenarbeit mit dem Drehbuchautor Aaron Sorkin bekannt. Auch etablierte er das sogenannte walk and talk. Charakteristisch für diese Kameratechnik sind Unterhaltungen während des Laufens. Von 2017 bis 2021 war Schlamme Präsident der Directors Guild of America.

## Leben

### Zusammenarbeit mit Aaron Sorkin
Zum ersten Mal arbeitete Schlamme für die Fernsehserie Sports Night mit Aaron Sorkin zusammen. Im Jahr 1999 begannen sie gemeinsam mit John Wells die Produktion von The West Wing – Im Zentrum der Macht. Schlamme führte bis zu seinem Abgang im Jahr 2003 bei 14 Episoden Regie.
Thomas Schlamme ist seit 1983 mit der US-amerikanischen Schauspielerin Christine Lahti verheiratet, mit der er drei Kinder hat.

### Walk and talk
Die Regieführung von Schlamme wird oftmals mit dem mittlerweile etablierten Begriff walk and talk umschrieben. Hierbei wird ungeschnitten eine Szene gefilmt, bei der sich Figuren während des Laufens unterhalten.

## Auszeichnungen
Für seine Kameraführung in Sports Night und The West Wing – Im Zentrum der Macht erhielt Schlamme zwischen 1999 und 2001 insgesamt drei Emmys.

## Filmografie (Auswahl)
- 1989: Miss Firecracker (Regisseur)
- 1993: Liebling, hältst Du mal die Axt? (So I Married an Axe Murderer, Regisseur)
- 1993–1996: Verrückt nach dir (Fernsehserie)
- 1998–2000: Sports Night (Fernsehserie, Regisseur, Produzent)
- 1999–2003: The West Wing – Im Zentrum der Macht (Fernsehserie, Regisseur, Produzent)
- 2006–2007: Studio 60 on the Sunset Strip (Fernsehserie, Regisseur, Produzent)
- 2013–2018: The Americans (Fernsehserie, Regisseur)
- 2017: When We Rise (Fernsehserie, Regisseur)
- 2024: Ein ganzer Kerl (A Man in Full, Regie bei drei Episoden)